# 79th Street (stacja metra na Broadway – Seventh Avenue Line)
79th Street – stacja metra nowojorskiego, na linii 1 i 2. Znajduje się w dzielnicy Manhattan, w Nowym Jorku i zlokalizowana jest pomiędzy stacjami 86th Street i 72nd Street. Została otwarta 27 października 1904.